# Alfabeto bengali
O alfabeto bengali é um sistema de escrita brâmico cujo uso está sobretudo associado à língua bengali, embora também seja utilizado pelo assamês, pelo manipuri e hoje em dia também pelo sylheti. Embora seja muito semelhante ao devanágari é menos "ladrilhado" e apresenta uma forma mais sinuosa. O alfabeto moderno foi formalizado em 1778 quando Charles Wilkins pela primeira vez criou tipos em bengali. Existem algumas diferenças pouco importantes entre as versões do alfabeto usadas no bengali e no assamês - ra e va são escritos de forma diferente. Também foi usado durante séculos para escrever sânscrito, especialmente ao trabalhar escrituras hindus como o Mahabharata ou o Ramayana, e há um rico legado de literatura indiana escrito no alfabeto bengali.
Agrupamentos de consoantes são representados por caracteres diferentes e por vezes bastante irregulares e, por esse motivo, aprender a ler em bengali é complicado pelo tamanho do alfabeto, que contém cerca de 350 letras e combinações de letras. Embora prossiga o esforço de padronizar o alfabeto em centros notáveis como as Academias de Bengala (sem ligação uma com a outra) de Dhaka (Bangladesh) e Kolkata (Bengala Ocidental, Índia), ainda não é propriamente uniforme porque muitas pessoas continuam a usar formas de letras mais antigas, originando várias formas para os mesmos sons.
Parece provável que a padronização do alfabeto seja muito influenciada pela necessidade de criar tipos em bengali para computador. O alfabeto pôde ser representado, graças a grande dose de engenho, no conjunto de caracteres ASCII, mas alguns conjuntos irregulares foram omitidos. Desde 2001, tem-se vindo a trabalhar na criação de fontes Unicode, e parece provável que o alfabeto se divida em duas variantes, tradicional e moderna.

## Bengali em Unicode
O intervalo Unicode para o bengali é U+0980 ... U+09FF.
|     |  | 0 | 1 | 2 | 3 | 4 | 5 | 6 | 7 | 8 | 9 | A | B | C | D | E | F |
| 980 |  | ঀ | ঁ  | ং  | ঃ  | ঄ | অ | আ | ই | ঈ | উ | ঊ | ঋ | ঌ | ঍ | ঎ | এ |
| 990 |  | ঐ | ঑ | ঒ | ও | ঔ | ক | খ | গ | ঘ | ঙ | চ | ছ | জ | ঝ | ঞ | ট |
| 9A0 |  | ঠ | ড | ঢ | ণ | ত | থ | দ | ধ | ন | ঩ | প | ফ | ব | ভ | ম | য |
| 9B0 |  | র | ঱ | ল | ঳ | ঴ | ঵ | শ | ষ | স | হ | ঺ | ঻ | ়  | ঽ | া  | ি  |
| 9C0 |  | ী  | ু  | ূ  | ৃ  | ৄ  | ৅ | ৆ | ে  | ৈ  | ৉ | ৊ | ো  | ৌ  | ্  | ৎ | ৏ |
| 9D0 |  | ৐ | ৑ | ৒ | ৓ | ৔ | ৕ | ৖ | ৗ  | ৘ | ৙ | ৚ | ৛ | ড় | ঢ় | ৞ | য় |
| 9E0 |  | ৠ | ৡ | ৢ  | ৣ  | ৤ | ৥ | ০ | ১ | ২ | ৩ | ৪ | ৫ | ৬ | ৭ | ৮ | ৯ |
| 9F0 |  | ৰ | ৱ | ৲ | ৳ | ৴ | ৵ | ৶ | ৷ | ৸ | ৹ | ৺ | ৻ | ৼ | ৽ | ৾  | ৿ |

- Fontes gratuitas Unicode para o bengali

## Texto exemplificativo
O que se segue é um texto exemplificativo do alfabeto. Trata-se de uma canção bengali, muito sanscritizada, e mais tarde adoptada como hino nacional da Índia. Foi escrita por um homem que é reconhecido como a figura mais importante e definidora na literatura bengali, o prémio Nobel e poeta-filósofo Rabindranath Tagore (Thakur em Bengali). 
Texto de Jana Gana Mana em bengali:

জনগণমন-অধিনায়ক জয় হে ভারতভাগ্যবিধাতা!

পঞ্জাব সিন্ধু গুজরাট মরাঠা দ্রাবিড় উত্‍‌কল বঙ্গ

বিন্ধ্য হিমাচল যমুনা গঙ্গা উচ্ছলজলধিতরঙ্গ

তব শুভ নামে জাগে, তব শুভ আশিস মাগে,

গাহে তব জয়গাথা।

জনগণমঙ্গলদায়ক জয় হে ভারতভাগ্যবিধাতা!

জয় হে, জয় হে, জয় হে, জয় জয় জয়, জয় হে॥